# Temporada 1906 de la era de los Grandes Premios
La temporada 1906 de la era de los Grandes Premios fue la primera temporada (sin contar las carreras previas a 1906 (véase Anexo:Deporte motor antes de 1906) de las competiciones automovilísticas conocidas como Grandes Premios (Grands Prix) y de los Grandes Épreuves.
El único Gran Premio disputado fue el de l'ACF (hoy GP de Francia), ganado por el austro-húngaro Ferenc Szisz, quien de ese modo se convirtió en el primer ganador oficial de este tipo de competiciones de la historia.

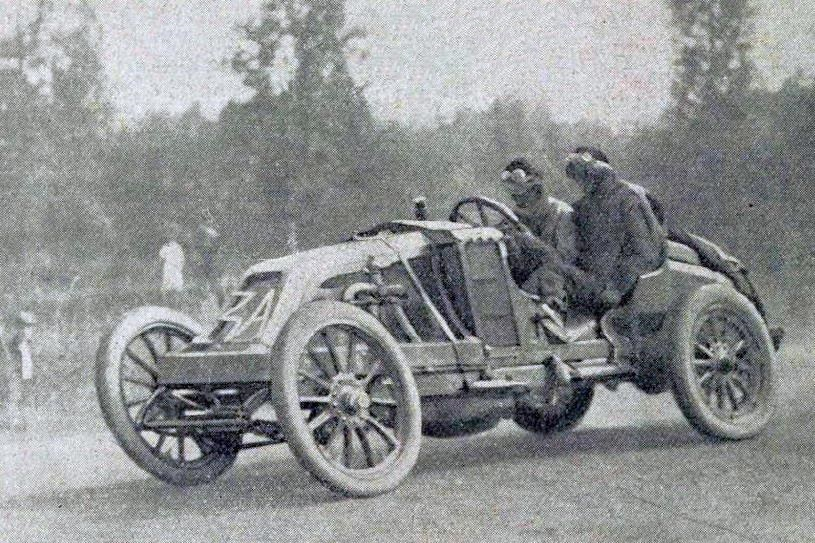
Szisz durante el GP de l'ACF.

## Grandes Épreuves
| Fecha            | Gran Premio          | Circuito | Campeón      | Constructor | Ref         |
| ---------------- | -------------------- | -------- | ------------ | ----------- | ----------- |
| 26 - 27 de junio | Gran Premio de l'ACF | Le Mans  | Ferenc Szisz | Renault     | [ 2 ] [ 3 ] |

## Otros eventos
| Fecha            | Carrera                                   | Circuito    | Campeón          | Constructor |
| ---------------- | ----------------------------------------- | ----------- | ---------------- | ----------- |
| 12 de febrero    | Carrera de Cuba                           | La Habana   | Victor Demogeot  | Darracq     |
| 6 de mayo        | Targa Florio                              | Madonia     | Alessandro Cagno | Itala       |
| 13 de agosto     | Circuit des Ardennes                      | Bastoña     | Arthur Duray     | De Dietrich |
| 22 de septiembre | Fase de eliminación de la Copa Vanderbilt | Long Island | Joe Tracy        | Locomobile  |
| 6 de octubre     | Copa Vanderbilt                           | Long Island | Louis Wagner     | Darracq     |